# John Singer Sargent
John Singer Sargent (wym. ˈsɑrdʒənt; ur. 12 stycznia 1856 we Florencji, zm. 15 kwietnia 1925 w Londynie) – amerykański malarz i rysownik.

## Życiorys
Rodzice Johna, Fitzwilliam Sargent i Mary Newbold po śmierci pierwszego syna (w 1853 roku, w wieku dwóch lat), z powodu choroby Mary przenieśli się do Europy. Tam urodziło się ich pięcioro dzieci, z których dzieciństwo przeżyli John, Emily (ur. 1857) i Violet (ur. 1870).
John opanował trzy języki obce: włoski, francuski i niemiecki, przejawiał również talent w grze na pianinie. W 1874 roku podjął naukę malarstwa u Charlesa Emile’a Duranda (znanego jako Carolus-Duran), słynnego paryskiego portrecisty. Nauki u Duranda pobierał do 1878 roku, w tym czasie uczęszczał na wykłady do École des Beaux-Arts, a także na nauki malarstwa u Léona Bonnata.

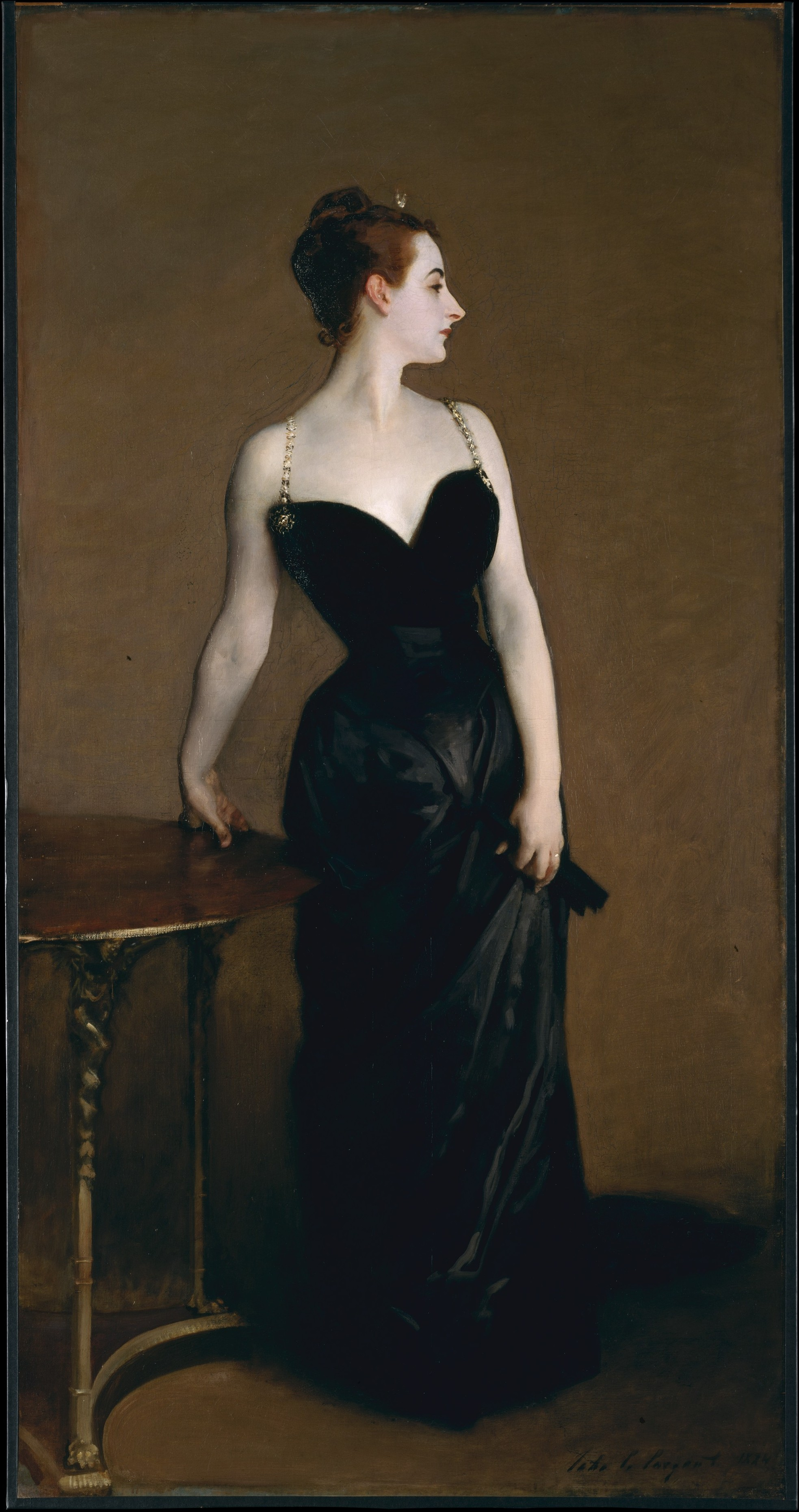
Portret Madame X (1884)

Artysta działał we Francji i Wielkiej Brytanii. Największe sukcesy odniósł jako portrecista, malował pejzaże i dekoracje ścienne. Na jego twórczość duży wpływ mieli impresjoniści. Pozostawił po sobie ok. 900 obrazów olejnych, 2000 akwarel oraz wiele szkiców węglem i ołówkiem. Jego prace nadal się cieszą popularnością i osiągają wysokie ceny na aukcjach. Np. w grudniu 2004 obraz Group with Parasols został sprzedany za kwotę 23,5 miliona dolarów. W 1908 odznaczony orderem Pour le Mérite za Naukę i Sztukę.
Pochowany został na Brookwood Cemetery, nieopodal Londynu.

## Wybrane dzieła

Gassed – żołnierze po ataku gazem musztardowym w czasie I wojny światowej (1918; Imperial War Museum, Londyn)

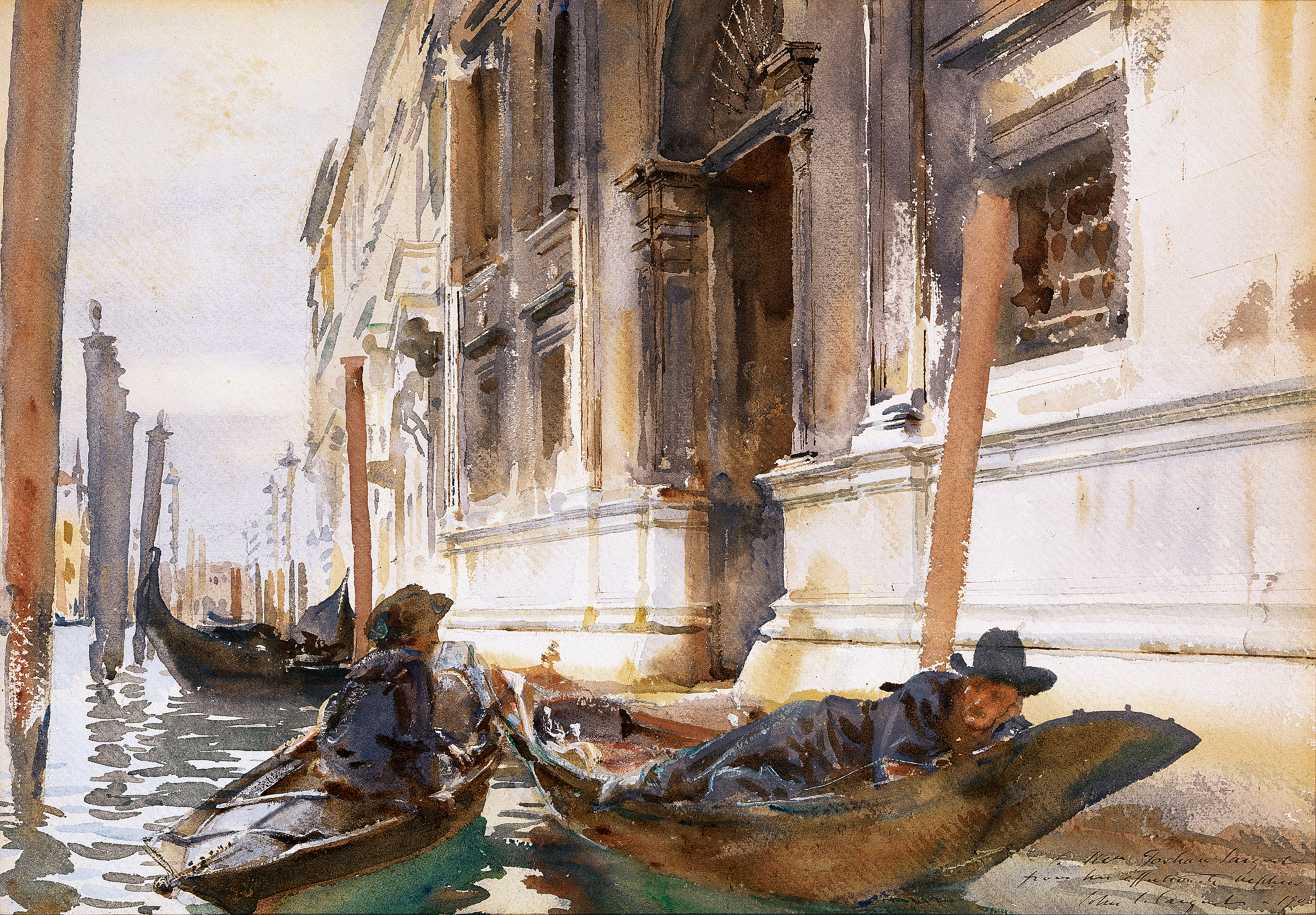
Odpoczynek gondolierów (1904)

- 1880: Portret pani Edouard Pailleron
- ok. 1890: Portret Thomasa Lincolna Mansona Jr.
- 1881: Portret pani Ramón Subercaseaux
- 1881: Dr. Pozzi w domu
- 1882: Lady with the Rose
- 1882: Córki Edwarda Darley'a Boita
- 1883: Portret Henry White
- 1884: Portret Madame X
- 1885: Portret Roberta Louisa Stevensona
- 1885: Portret Arsène Vigeant
- 1885–86: Carnation, Lily, Lily, Rose
- 1888: Portret Isabelli Stewart Gardner
- 1889: Portret kompozytora Gabriela Fauré
- 1890: La Carmencita
- 1892: Portret Hugh Hammersley
- 1892: Lady Agnew Lochnaw
- 1895: Portret Fredericka Law Olmsteda
- 1897: Portret małżonków Isaac Newton Phelps-Stokes
- 1903: Portret Theodora Roosevelta
- 1904: Santa Maria della Salute
- 1906: The Chess Game
- 1906: Pani Louis E. Raphael (Henriette Goldschmidt)
- 1908: Portret Alminy, córki Asher Wertheimer
- 1917: Portret Johna D. Rockefellera
- 1919: Gassed
- 1925: Portret Grace Elviny